# 1983 en Espagne
Cet article présente les faits marquants de l'année 1983 en Espagne.

## Décès
- 29 mai : Fernando Tabales, footballeur espagnol (° 24 septembre 1919).
- 15 juin : Mario Casariego y Acevedo, cardinal espagnol, archevêque de Guatemala (° 13 février 1909). 29 juillet :
- Luis Buñuel, réalisateur espagnol (° 22 février 1900).
- 19 novembre : Luis Soto, footballeur espagnol (° 14 décembre 1919).
- 11 décembre : Juan Melenchón, footballeur espagnol (° 27 janvier 1908).
- 25 décembre : Joan Miró, peintre et céramiste espagnol (° 20 avril 1893).
- 30 décembre : Vicente Tonijuán, joueur et entraîneur de football espagnol (° 14 janvier 1902).